# Missbrauchsskandal von Rochdale
Im Missbrauchsskandal von Rochdale wurden minderjährige Mädchen im englischen Rochdale von Gruppen missbraucht und zur Prostitution gezwungen. Neun Männer wurden wegen Vergewaltigung, Menschenhandels zum Zweck der sexuellen Ausbeutung und sexuellen Kindesmissbrauchs im Mai 2012 verurteilt. Von der Polizei von Manchester wurde danach die Operation Doublet gestartet, um weitere Missbrauchsanschuldigungen zu untersuchen. Dabei wurden bis jetzt 19 Männer verurteilt. 47 Mädchen wurden als Opfer von sexueller Ausbeutung identifiziert. Die Täter waren Männer aus Großbritannien mit pakistanischer Herkunft. Es wurde zunächst vermutet, dass die Polizei aus Angst vor Rassismusvorwürfen Hinweisen nicht nachgegangen ist, interne Untersuchungen fanden allerdings Vorurteile gegenüber den Opfern und fehlendes Interesse für die Verfolgung von sexualisierter Gewalt auf verschiedenen Ebenen. Die meisten Opfer waren weiße britische Mädchen, die zumeist in Pflegeheimen wohnten. Im März 2015 entschuldigte sich die Polizei Manchesters dafür, Hinweisen auf sexuelle Ausbeutung von Kindern, die es zwischen 2008 und 2010 gab, nicht ausreichend nachgegangen zu sein. Sara Rowbotham, eine Sozialarbeiterin, die als Erste sexuellen Missbrauch in der Community der Polizei meldete, wurde 2017 entlassen.

## Täter
Anfangs wurden zwölf Männer wegen Menschenhandels zur sexuellen Ausbeutung, Vergewaltigung und sexuellen Kindesmissbrauchs angezeigt. Neun wurden verurteilt. Von ihnen waren acht britisch-pakistanisch und einer ein afghanischer Asylsuchender. Von den drei nicht Verurteilten wurden zwei freigesprochen und der Dritte floh, während er gegen Kaution aus der Untersuchungshaft entlassen war, nach Pakistan. Die meisten der Täter waren verheiratet und galten in ihrer Community als ehrenhafte Männer. Einer von ihnen, der wegen Menschenhandels zur sexuellen Ausbeutung verurteilt wurde, war zum Beispiel ein Religionslehrer und verheirateter fünffacher Vater. Die Männer waren im Alter zwischen 24 und 59 Jahren. Zwei arbeiteten beim gleichen Taxiunternehmen, zwei arbeiteten für ein Takeaway-Restaurant; einige kamen aus dem gleichen Dorf in Pakistan und zwei waren Mitbewohner. Sie agierten als Gang mit dem Ziel, minderjährige Mädchen sexuell auszubeuten.

## Missbrauch
Der Missbrauch zentrierte sich um zwei Takeaway-Restaurants in Heywood in der Nähe von Rochdale. Obwohl eines der Opfer sich 2008 an die Polizei wandte, um Grooming durch die Männer zu melden, entschied der Crown Prosecution Service (CPS), die beiden beschuldigten Männer nicht anzuklagen, da die Glaubwürdigkeit des Opfers angezweifelt wurde.
Die Leiterin des Rochdale Crisis Intervention Teams, Sara Rowbotham, versuchte wiederholt, die Polizei auf Muster, die auf organisierte sexuelle Ausbeutung von Kindern hindeuten, hinzuweisen, aber sie wurde ignoriert. Zwischen 2003 und 2004 machte sie mehr als 180 Mal den Versuch, die Polizei dazu zu bringen, Untersuchungen zu starten. Ihr wurde aber wiederholt gesagt, dass die Opfer keine glaubwürdigen Zeugen seien.
Da der Kinderschutzdienst den Anschuldigungen ebenfalls nicht nachging, stoppte die Polizei ihre Untersuchungen, bis im Dezember 2009 ein weiteres Mädchen ähnliche Vorwürfe machte. Die Entscheidung der Sozialdienste, den Anschuldigungen nicht nachzugehen, wurde 2011 widerrufen, als ein neuer Generalstaatsanwalt, Nazir Afzal – ein Brite pakistanischer Herkunft – berufen wurde.
Die Opfer waren zumeist Jugendliche aus gestörten und ärmlichen Verhältnissen. Sie wurden an Orten, an denen sich typischerweise Jugendliche aufhalten (wie Takeaway-Restaurants), aufgegriffen. Eines der Opfer, ein 15-jähriges Mädchen, das unter dem Spitznamen Honey Monster bekannt war, rekrutierte andere Mädchen (bis 13-Jährige) für das Netzwerk. Die Opfer wurden zum Schweigen gezwungen oder bestochen. Dabei wurden Gewalt, Drogen, Essensgeschenke, Bestechungsgeld und andere Geschenke benutzt, um den Missbrauch zu verheimlichen.
Der älteste Täter war Shabir Ahmed. Er war zuerst der Haupttäter. Abdul Aziz, ein verheirateter dreifacher Vater, übernahm die Leitung von Shabir Ahmed und bezahlte Männer, damit sie neue Mädchen heranschafften.
Opfer sagten aus, dass sie geschlagen und vergewaltigt wurden (manchmal von fünf Männern gleichzeitig). Sie gaben auch an, dass sie genötigt wurden, „mit mehreren Männern pro Tag, mehrere Tage pro Woche“ zu schlafen. Die Opfer wurden mit Alkohol und anderen Drogen ruhig gestellt und zu Bekannten und Familienangehörigen der Täter in verschiedene Orte Englands verschleppt, wie Rochdale, Oldham, Nelson, Bradford und Leeds. Für die „Treffen“ wurden relativ kleine Geldbeträge gezahlt. Ein 13-jähriges Opfer erzählte, dass sie gezwungen wurde, gegen Wodka mit einem Mann zu schlafen. Danach habe ihr Zuhälter sie ebenfalls vergewaltigt und ihr 40 Britische Pfund gezahlt, damit sie nichts davon weitererzähle. Ein 15-jähriges Mädchen erzählte, dass es mit Alkohol abgefüllt wurde und dann von 20 Männern hintereinander vergewaltigt wurde. Ein anderes Opfer erzählte, dass sie abgefüllt wurde und sich über den Bettrand erbrach, während sie von zwei Männern vergewaltigt wurde. Ein 13-jähriges Opfer hatte eine Abtreibung, nachdem es von einem der Vorfälle schwanger wurde.

## Gerichtsprozess und Verurteilungen
Die Täter sagten während des Prozesses, dass die Mädchen nicht gezwungen worden seien und mit Spaß Sex mit den Männern gehabt hätten. Der Anführer, Shabir Ahmed, bezeichnete die Mädchen als „Prostituierte“ und bezeichnete seine Handlungen als Geschäftshandlungen. Die Anschuldigungen seien Lügen. Er rief im Gerichtssaal: „Wo sind die weißen Leute? Wieso werden nur wir als Ausländer hier angeklagt?“ Da Shabir Ahmeds sich im Gerichtssaal aggressiv verhielt und den Richter Gerald Clifton ein „rassistisches Schwein“ nannte, wurde er aus dem Saal verbannt und war bei der Urteilsverkündung nicht anwesend.
Der Prozess endete im Mai 2012. Die Tabelle zeigt die Namen der Verurteilten, Straftatbestände und Strafen.
| Name des Verurteilten | Straftatbestände                                                                                            | Strafe   |
| --------------------- | --- | -------- |
| Shabir Ahmed          | Vergewaltigung, Beihilfe zur Vergewaltigung, sexuelle Nötigung, Menschenhandel, sexueller Kindesmissbrauch  | 19 Jahre |
| Mohammed Sajid        | Vergewaltigung, sexuelle Handlungen mit einer Unter-16-Jährigen, Menschenhandel, sexueller Kindesmissbrauch | 12 Jahre |
| Kabeer Hassan         | Vergewaltigung, sexueller Kindesmissbrauch                                                                  | 9 Jahre  |
| Abdul Aziz            | Menschenhandel, sexueller Kindesmissbrauch                                                                  | 9 Jahre  |
| Abdul Rauf            | Menschenhandel, sexueller Kindesmissbrauch                                                                  | 6 Jahre  |
| Adil Khan             | Menschenhandel, sexueller Kindesmissbrauch                                                                  | 8 Jahre  |
| Mohammed Amin         | Sexuelle Nötigung, sexueller Kindesmissbrauch                                                               | 5 Jahre  |
| Abdul Qayyum          | Sexueller Kindesmissbrauch                                                                                  | 5 Jahre  |
| Hamid Safi            | Menschenhandel, sexueller Kindesmissbrauch                                                                  | 4 Jahre  |

Vier der Verurteilten mit doppelter Staatsbürgerschaft – Shabir Ahmed, Adil Khan, Abdul Rauf und Abdul Aziz – wurde von Innenministerin Theresa May die britische Staatsbürgerschaft entzogen, sodass sie nach Pakistan abgeschoben wurden. May sagte, dass die Abschiebungen „für das Wohl der Allgemeinheit“ stattfinden würden.

## Zweiter Sexring und Operation Doublet
Nach der Zerschlagung des ersten Sexrings im Mai 2012 fanden weitere Festnahmen im Zusammenhang mit der sexuellen Ausbeutung von Kindern in Rochdale statt. Neun Männer im Alter von 24 bis 38 Jahren wurden unter dem Verdacht des sexuellen Kindesmissbrauchs festgenommen. Die Operation Doublet wurde ins Leben gerufen, um Grooming und sexuellen Missbrauch in der Region systematisch zu verfolgen. Der stellvertretende Polizeipräsident, Steve Heywood, sagte im Mai 2013, dass 550 Beamte in der Operation arbeiten würden. Er sagte, dass die Verfolgung von Grooming eine höhere Priorität für die Polizei habe als Waffengewalt und Hinweise bis ins Jahr 2003 zurückverfolgt werden würden.
Im März 2015 wurden zehn Männer im Alter von 26 bis 45 Jahren wegen Sexualstraftaten an Opfern im Alter von 13 bis 23 Jahren angezeigt. Dabei fanden die Taten im Zeitraum von 2005 bis 2013 statt. Die Straftatbestände waren Vergewaltigung, Beihilfe zur Vergewaltigung, sexuelle Nötigung Minderjähriger, sexueller Missbrauch Minderjähriger und sexuelle Nötigung.

## Reaktion und öffentliche Debatte
Durch die Verbrechen wurde eine öffentliche Debatte darüber ausgelöst, ob sie einen rassistischen Hintergrund hatten (also die Männer pakistanischer Herkunft weiße Mädchen missbrauchten, aus Hass auf Weiße). Es wurde außerdem spekuliert, dass die Polizei und Sozialdienste nicht eingeschritten sind, weil sie vor Rassismusvorwürfen Angst hatten. Außerdem wurde vermutet, dass nicht eingeschritten wurde, da es sich um Mädchen aus unteren sozialen Schichten gehandelt hat. Ein Bericht des stellvertretenden Beauftragten für Kinderrechte aus dem Jahr 2012 sagte aus, dass 33 % aller Fälle von sexuellem Kindesmissbrauch in Großbritannien von Briten mit asiatischer Herkunft begangen wurden, wobei diese nur 7 % der Gesamtbevölkerung ausmachten.
Ann Cryer, eine Abgeordnete der Labour Party für die Region Keighley, sagte in einem Dokumentarfilm der BBC 2012, dass sie mit den Familien der Opfer zusammengearbeitet habe und „buchstäblich jede Woche auf der Polizeiwache war“ und die Polizei und Sozialdienst „angefleht“ habe, endlich etwas zu unternehmen. Cryer sagte, „Weder die Polizei noch die Sozialdienste nahmen sich der Fälle an. Ich denke, der Grund war, dass sie Angst vor Rassismusvorwürfen hatten“. Cryer hatte sich auch an die muslimische Community gewandt und versucht, sie zum Einschreiten zu bewegen: „Ich habe mich an einen Freund von mir gewendet, der im Gemeinderat saß und gleichzeitig Muslim war. Er vertrat mich vor den Vorstehern der Gemeinde. Ich habe gehofft, dass ich sie so dazu bewegen könnte, in ihren Gemeinden zu verbreiten, dass dieses Verhalten (der Grooming-Gangs) unislamisch sei. Und dass sie damit drohen sollten, die Mitglieder der Gangs in den Gemeinden öffentlich bloßzustellen. Jedoch waren die Vorsteher dazu nicht bereit“.
Tim Loughton, Minister für Kinder und Familien, sagte, dass er nicht der Meinung sei, dass sexueller Missbrauch von Kindern von einigen Ethnien geduldet wird. Jedoch habe er das Gefühl, dass einige Communities den Missbrauch nicht schnell genug melden, und rief die Polizei dazu auf, politische Korrektheit nicht ihre Arbeit behindern zu lassen.
Ende 2011 begann das Büro des Beauftragten für Kinder eine zwei Jahre lange Untersuchung zur sexuellen Ausbeutung von Kindern durch Straßengangs. Der finale Bericht wurde im November 2013 veröffentlicht. Nach den Verurteilungen in Rochdale sagte das britische Bildungsministerium Geld zur Entwicklung von besseren Strategien zum Schutz von Schutzbefohlenen zu, die unter staatlicher Obhut aufwachsen. Einige der Opfer befanden sich während der Tatzeiträume in privaten Pflegeeinrichtungen. Eine anschließende Untersuchung dieser Einrichtungen befand, dass ein Drittel der Häuser der beiden größten Anbieter unzureichend geführt wurden.

### Bericht derTimesvom 5. Januar 2011
In einem Bericht der Times vom 5. Januar 2011 wurden die Verurteilungen von Grooming Gangs im Norden und der Mitte Großbritanniens thematisiert. Von den 56 Verurteilten seit 1997 für Straftaten gegen 11- bis 16-jährige Mädchen waren drei Weiße, 53 waren Asiaten und 50 waren Muslime. Die meisten waren pakistanischer Herkunft. Außerdem unterstellte The Times: „mit einer Ausnahme in einer Stadt werden in der pakistanischen Community keine Anstrengungen gezeigt, das Problem anzugehen.“

### Koalition für die Abschaffung der Zuhälterei (Coalition for the Removal of Pimping)
Hilary Willmer, die die Coalition for the Removal of Pimping (Crop) vertritt, sagte, „dass die Mehrheit der Täter Pakistaner“ gewesen seien. Dabei wurde verlautbart, dass bis zu 80 % der Täter pakistanische Herkunft hatten. Jedoch wurde in The Independent berichtet, dass auch „Kurden, Rumänen und Albaner involviert seien“. Willmer fügte hinzu: „Wir denken, dass das nur die Spitze des Eisbergs ist“. Sie sagte, dass sie nicht denke, dass der Grund für die Straftaten Rassismus sei, sondern organisierte Kriminalität.

### Kinderschutzorganisationen
Wendy Shepherd, Projektmanagerin für sexuelle Ausbeutung von Kindern für Barnardo in Nordengland, sagte, dass die Ausbeutung immer mehr in organisierten Gruppen und Netzwerken stattfindet. Dabei seien die Täter unterschiedlicher Herkunft. Im Norden und der Mitte Großbritanniens seien sie Pakistaner, in Devon Weiße, in Bath und Bristol afro-karibisch, in London Weiße, Iraker, Kurden, Afghanen und Somalier.
Der ehemalige Leiter von Barnardo, Martin Narey, sagte auf dem Radiosender BBC Radio 4: „Bei dem Grooming von Minderjährigen durch Straßengangs … sind meistens Pakistaner und Bangladescher die Täter.“ Narey ging nicht davon aus, dass diese mit Absicht weiße Mädchen als Opfer suchten, sondern sagte, dass sie nach unbeaufsichtigten Teenagern aus schwierigen Verhältnissen suchen würden. Da asiatische Mädchen oft streng erzogen werden und oft nicht alleine durch die Straßen ziehen, wäre es weniger wahrscheinlich, dass sie diesen Gangs zum Opfer werden.

### Stellungnahmen von Vertretern von Muslimen
Im BBC-Dokumentarfilm über das Grooming von jungen Mädchen von pakistanischen Männern, sagte der Imam Irfan Chishti, als Vertreter der Moscheen von Rochdale, dass es „schockierend sei, Muslime für solche schrecklichen Taten vor Gericht zu sehen“. Mohammed Shafiq, Leiter der Ramadhan Foundation, beschuldigte die Vorsitzenden der pakistanischen Gemeinden, „ihren Kopf in den Sand zu stecken“ und das Problem des Groomings nicht anzugehen. Er sagte, dass da 87 % der Verurteilten britische Pakistaner wären, dieses ein großes Problem in der Community darstelle. Er sagte, dass aus den Taten spreche, dass „weiße minderjährige Mädchen als wertlos angesehen werden und man der Meinung sei, man könne sie einfach benutzen“ und dass dieses „Schande auf die Community bringen würde“.
Sayeeda Warsi, eine leitende Politikerin der Conservative Party, sagte in einem Interview mit Evening Standard, dass man das Problem nur lösen könne, wenn man es zuerst klar benenne, und fügte hinzu, dass es eine kleine Minderheit innerhalb der asiatisch muslimischen Community gäbe, die Frauen als Bürger zweiter Klasse ansehe und weiße Frauen als Bürger dritter Klasse und dass man sich dagegen aussprechen müsse. Sie bezeichnete die Straftaten in Rochdale als „widerwärtig“, vor allem, da die Täter erwachsene Männer, einige davon Religionslehrer oder Unternehmer mit eigenen Kindern gewesen seien.
Nazir Afzal, der Generalstaatsanwalt, der die Anklage erhob, sagte, dass Diskriminierung auf Grund des Geschlechts und nicht der Rasse das Grundproblem sei: „Es gibt keine Community, in der Frauen und Kinder nicht Opfer sexueller Gewalt werden. Das ist Fakt.“

### Demonstrationen von Rechten
Es gab mehrere Demonstrationen aus dem rechten politischen Spektrum, wie von der British National Party und der English Defence League.

### Reaktionen von Hindus und Sikhs
Hindus und Sikhs sprachen sich gegen die Beschreibung der Täter als „asiatisch“ aus, da fast alle „Pakistaner“ und „Muslime“ gewesen seien. Sie sagten, dass die Beschreibung „asiatisch“ alle Männer mit südasiatischem Aussehen unter Generalverdacht stellen würde und deswegen in der Diskussion klarer abgegrenzt werden müsse.

## Untersuchung des Polizei-Verhaltens
Im Dezember 2013 wurde der Bericht des Rochdale Counties geleakt. Darin wurden die Ergebnisse einer internen Polizei-Untersuchung hervorgehoben, nach denen die beteiligten Polizisten diskriminierende Einstellungen gegenüber den Opfern gehegt hätten. Die Befragungen wurden von Polizisten ohne Ausbildung für den Umgang mit jungen Opfern sexualisierter Gewalt durchgeführt, die auch über keine Strategien verfügten, wenn die Opfer zu den Tätern zurückkehrten. Als Beispiel wurden 40 Besprechungen genannt, in denen Schutzmaßnahmen für eine der Betroffenen diskutiert wurden, allerdings ohne dokumentierte Beteiligung der Polizei.
Die Polizei-Untersuchung fand außerdem, dass es in den Jahren 2008 und 2009 zu wenig Aufsicht gegeben hatte und trotz formeller Anfragen zu wenig Unterstützung für die Untersuchung. Schließlich hätten die Polizisten die Entscheidung der Staatsanwaltschaft, des Crown Prosecution Service, keine Anklage zu erheben, in Frage stellen können. Der Bericht empfahl daher, ein System einzuführen, um den Verlauf von Fällen besser zu überwachen und sich zu verpflichten, ein spezialisiertes Team zu erhalten.
Im März 2015 veröffentlichte die Greater Manchester Police schließlich offiziell die Ergebnisse der Untersuchung der Independent Police Complaints Commission. Danach wurden sieben Verwarnungen für Fehlverhalten ausgesprochen. Einer der Polizisten entging einem Disziplinarverfahren, indem er in den Ruhestand ging. Er hätte keine investigative Strategie nachweisen können, keine Aufzeichnungen von Besprechungen und seine Kollegen nicht über den Verlauf der Fälle unterrichtet.
Eines der Opfer reagierte verärgert, dass der Prozess vier Jahre gedauert hatte und keiner der Polizisten öffentlich benannt wurde. Außerdem stünde im Report, dass sie angegeben hätte, ihre Anzeige nicht weiter verfolgen zu wollen, was nicht stimme.

## BBC-Serie
Im Mai 2017 wurde Three Girls ausgestrahlt. Dabei handelt es sich um eine Miniserie zu dem Fall. Die Schauspielerin Maxine Peake spielte Sara Rowbotham, die Sozialarbeiterin, die zuerst auf Muster für systematische sexuelle Ausbeutung aufmerksam machte und darum kämpfte, dass die Behörden aktiv werden.